# Yeray Álvarez
Yeray Álvarez López (* 24. Januar 1995 in Barakaldo) ist ein spanischer Fußballspieler. Seit 2015 spielt er für Athletic Bilbao in der spanischen ersten Liga.

## Karriere
Álvarez begann seine Karriere bei Athletic Bilbao. 2013 spielte er erstmals für die Viertligamannschaft. 2014 gab er sein Debüt für Athletic Bilbao B. 2015 konnte er den Aufstieg in die zweite Liga feiern. Sein Zweitligadebüt gab er am 1. Spieltag 2015/16 gegen den FC Girona. Im August 2015 stand er zudem erstmals im Erstligamannschaftskader.
Am 23. Dezember 2016 wurde bekannt, dass Álvarez an Hodenkrebs erkrankt ist.